# Terra Nova (Castro, Paraná)
Die Colônia Terra Nova (deutsch Kolonie Neuland, kurz auch Terra Nova, portugiesisch Colônia da Terra Nova) ist eine im Juli 1933 gegründete deutschstämmige Landwirtschaftskolonie auf dem Gemeindegebiet von Castro im brasilianischen Bundesstaat Paraná. Die Entfernung zur Hauptstadt Curitiba beträgt rund 170 km.

## Geographie
Die Kolonie liegt auf dem Segundo Planalto Paranaense (der Zweiten oder Ponta-Grossa-Hochebene von Paraná) auf einer Höhe von rund 1000 Metern. Das Biom der gesamten Gemeinde ist Cerrado und Mata Atlântica.

## Geschichte
Kern der deutschen Kolonialisierung war die ehemalige Fazenda Marilândia. Eine deutsche Kolonisationsgesellschaft hatte 1300 Alqueires an bebaubarer Fläche rund 10 km vom Zentrum Castros entfernt erworben. Die Fläche wurde zweigeteilt in Terra Nova Garcez, vorgesehen für die Neusiedler aus Deutschland, und in Terra Nova Maracanã, wo sich deutschstämmige Siedler aus den brasilianischen Bundesstaaten Santa Catarina und Rio Grande do Sul ansiedeln sollten.
Die Kolonie hatte zu Beginn 116 Familien. Jedes Grundstück in der Kolonie hatte 12 Alqueires, den Alqueire berechnet auf 24.200 Quadratmeter oder 2,42 Hektar. Die Einwanderer erhielten ein Haus, Saatgut und einige Geräte für die Landwirtschaft.

## Wirtschaft
Die ökonomische Grundlage liegt in der Land- und Viehwirtschaft, besonders in der Erzeugung von Milchprodukten. Unter anderem werden für die Fleischgewinnung auch Schweine und Hähnchen gezüchtet, und es werden Sojabohnen und Mais angebaut.

## Kultur
Die Siedler und ihre Nachkommen, die noch heute in Terra Nova leben, bemühen sich, Spuren der Einwandererkultur zu bewahren, durch die Bewahrung der deutschen Muttersprache, durch die Gastronomie und durch die Aufwertung religiöser, katholischer oder lutherischer Riten.
Im Ortsteil Cantagalo besteht das Immigrations- und Heimatmuseum Museu do Imigrante Alemão - Casa do Colono - Das Kolonistenhaus.